# 존 스탁스

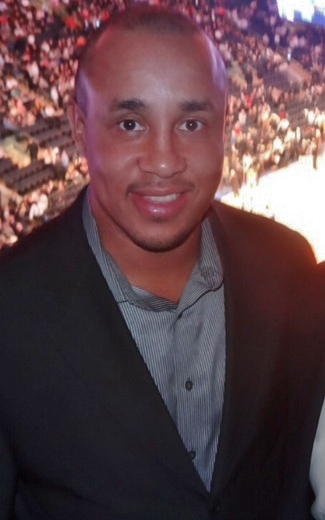
2013년 매디슨 스퀘어 가든에서의 모습

존 스탁스(John Starks, 본명: 존 레벨 스탁스, John Levell Starks, 1965년 8월 10일 ~ )는 전미 농구 협회(NBA)의 슈팅 가드였던 전 미국 프로 농구 선수이다. 오클라호마 주립 대학교를 포함하여 고향인 오클라호마에 있는 4개 대학을 다닌 후 1988년 NBA 드래프트에서 지명을 받지 못했다. 스탁스는 1990년대 뉴욕 닉스에서 뛰면서 NBA 올스타로 선정되었다.

## 어린 시절
스탁스는 오클라호마 주 털사에서 태어나 그곳에서 털사 센트럴 고등학교에 다녔다. 털사 센트럴에서 스탁스는 농구 팀에서 단 1년만 뛰었다.
고등학교 졸업 후 그는 1984년 로저스 스테이트 칼리지에 등록했다. 로저스 스테이트에 있는 동안 스탁스는 부상 또는 정지 선수를 교체하기 위한 백업을 위해 농구 팀의 "택시 팀"에 있었다. 택시팀 선수들은 정장을 입지 않고 대신 스탠드에서 경기를 관람했다. 그러나 스탁스는 스탁스의 기숙사 방에 침입한 학생과 그와 그의 룸메이트에게 피해에 대한 재정적 책임을 묻는 대학에 대한 보복으로 다른 학생의 스테레오 장비를 훔친 혐의로 로저스 스테이트에서 추방되었다. 스탁스는 1985년 봄에 노던 오클라호마 칼리지로 전학하여 그곳에서 농구 팀을 구성했으며 강도 혐의로 5일의 징역형을 선고 받았다. 그는 봄 방학 동안 형을 복역했다. 1985년 가을, 스탁스는 노던 오클라호마에서 경기당 평균 11득점을 기록했지만 기숙사에서 대마초를 피우다 적발되어 대학을 떠났다. 세이프웨이 슈퍼마켓에서 일했던 스탁스는 경영 학위를 취득하기 위해 1986년 여름 털사 주니어 칼리지에 등록했다. 교내 농구를 하는 동안 그는 당시 오클라호마 주니어 칼리지에서 농구 프로그램을 시작하던 오럴 로버츠 대학교의 전 코치였던 켄 트리키의 관심을 받았다. 스탁스는 그곳에서 한 시즌 동안 뛰었고 1988년 오클라호마 주립 대학교에서 장학금을 받아 대학 생활을 마쳤다.

## 경력
- 골든스테이트 워리어스
- 다른 리그
- 뉴욕 닉스
- 골든스테이트로 복귀
- 시카고 불스
- 유타 재즈